# Калье-дель-Кармен (Мадрид)
Калье-дель-Кармен (исп. Calle del Carmen) — пешеходная улица в центре Мадрида, столицы Испании. Она соединяет площадь Пуэрта-дель-Соль с площадью Кальяо. На этом протяжении она пересекается с улицами Калье-де-Тетуан, Калье-де-Гальдо, Калье-де-ла-Салуд, Калье-де-Ромпелансас и Калье-де-Месонеро-Романос.
Ранее Калье-дель-Кармен считалась второй Калье-де-Пресьядос, которая тянется параллельно ей. Она служила дорогой для верующих католиков. В настоящее же время Калье-дель-Кармен одна из самых активных торговых улиц испанской столицы. Среди её многочисленных магазинов выделяется знаменитый пункт по продаже лотерейных билетов «Донья Манолита» (исп. Doña Manolita), к которому накануне рождественского розыгрыша обычно выстраиваются длинные очереди.

## История
Название улице дала находящаяся на ней церковь Эль-Кармен-Кальсадо. Здесь ранее располагался монастырь Нуэстра-Сеньора-дель-Кармен-Кальсадо-де-Сан-Дамасо (болеее известный как монастырь Кармен). В этом монастыре также были небольшие альковы, похожие на те, что были у монастыря Сан-Фелипе-эль-Реале. Они были убраны в начале XX века, чтобы облегчить движение на улице .
Ранее в начале улицы у площади Пуэрта-дель-Соль располагалась бронзовая скульптура «Медведь и земляничное дерево», отображающая геральдический символ Мадрида. В 2009 года она была перенесена в другое место на площади Пуэрта-дель-Соль — в начало улицы Калье-де-Алькала. В XVIII веке здесь зародилась фиеста, получившая по улице название Нуэстра-Сеньора-дель-Кармен. Позднее это празднование распространилось и на отдалённые районы города.
В доме № 4 на Калье-дель-Кармен, выходящем на Калье-де-Тетуан, 23 марта 1887 года родился художник и один из основоположников кубизма Хуан Грис.
20 октября 1973 года Мигель Анхель Гарсия-Ломас, мэр Мадрида, официально объявил эту улицу (вместе с Калье-де-Пресьядос) пешеходной зоной.

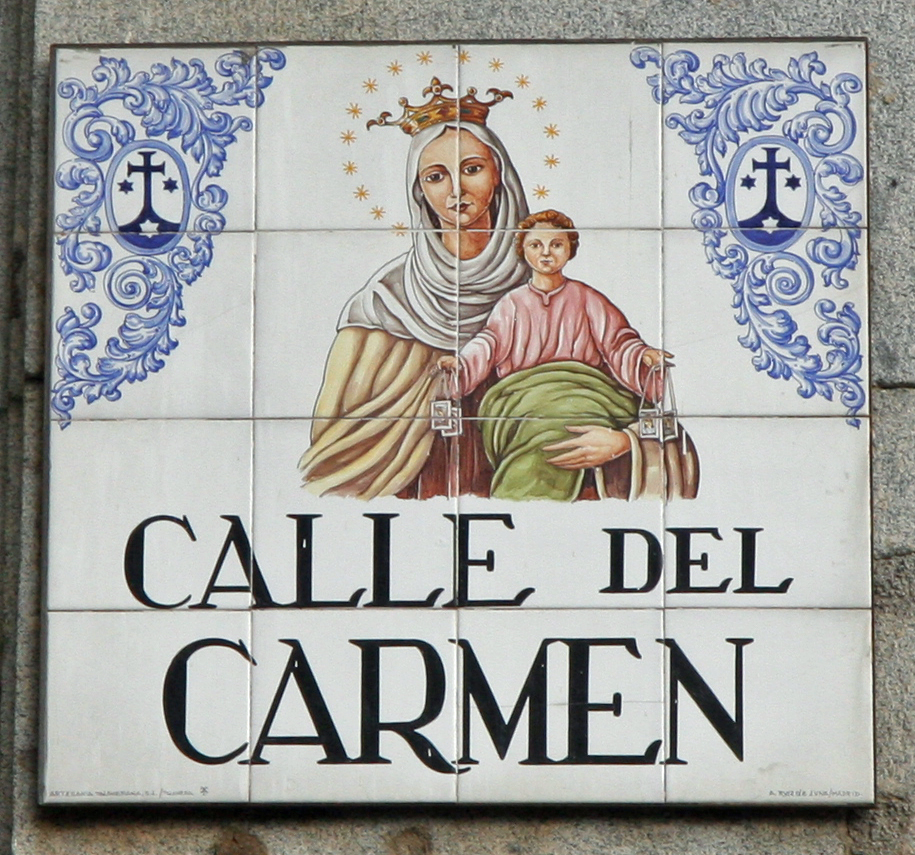
Табличка с названием улицы, работа керамиста Альфредо Руиса де Луны[исп.].
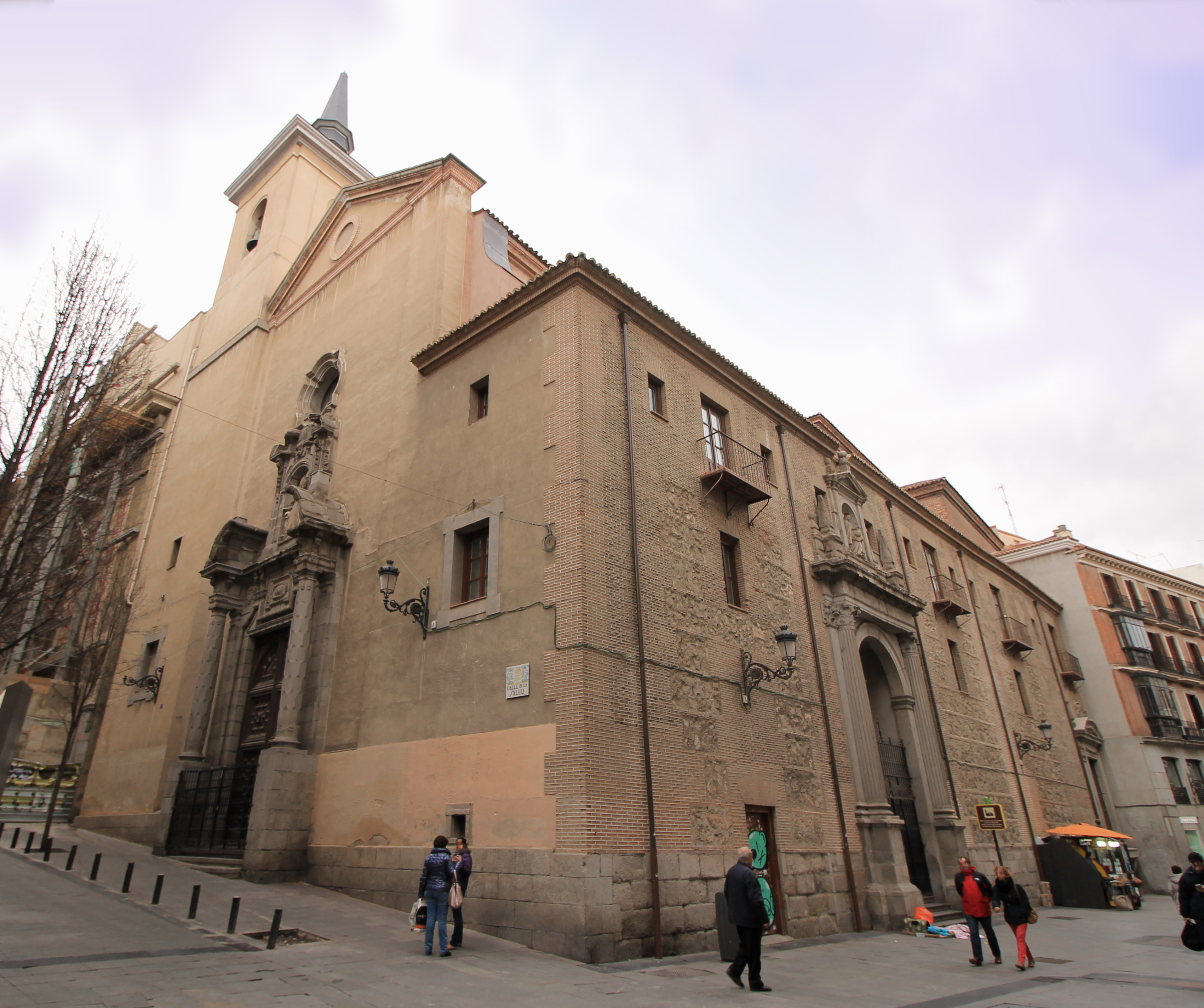
Церковь Кармен[исп.].
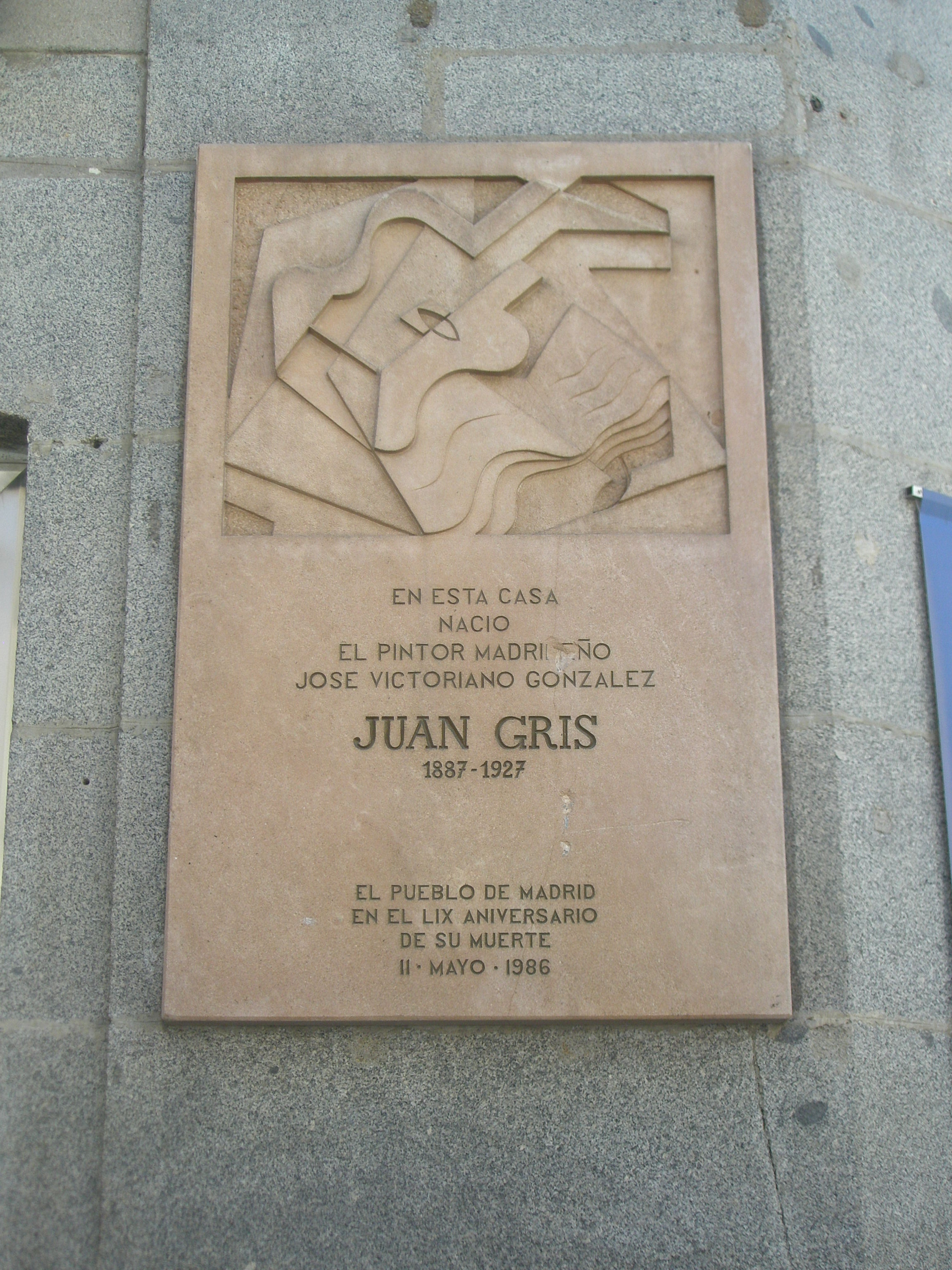
Памятная доска на доме, где родился Хуан Грис
«Медведь и земляничное дерево» в начале Калье-дель-Кармен, до своего переезда на новое место в 2009 году
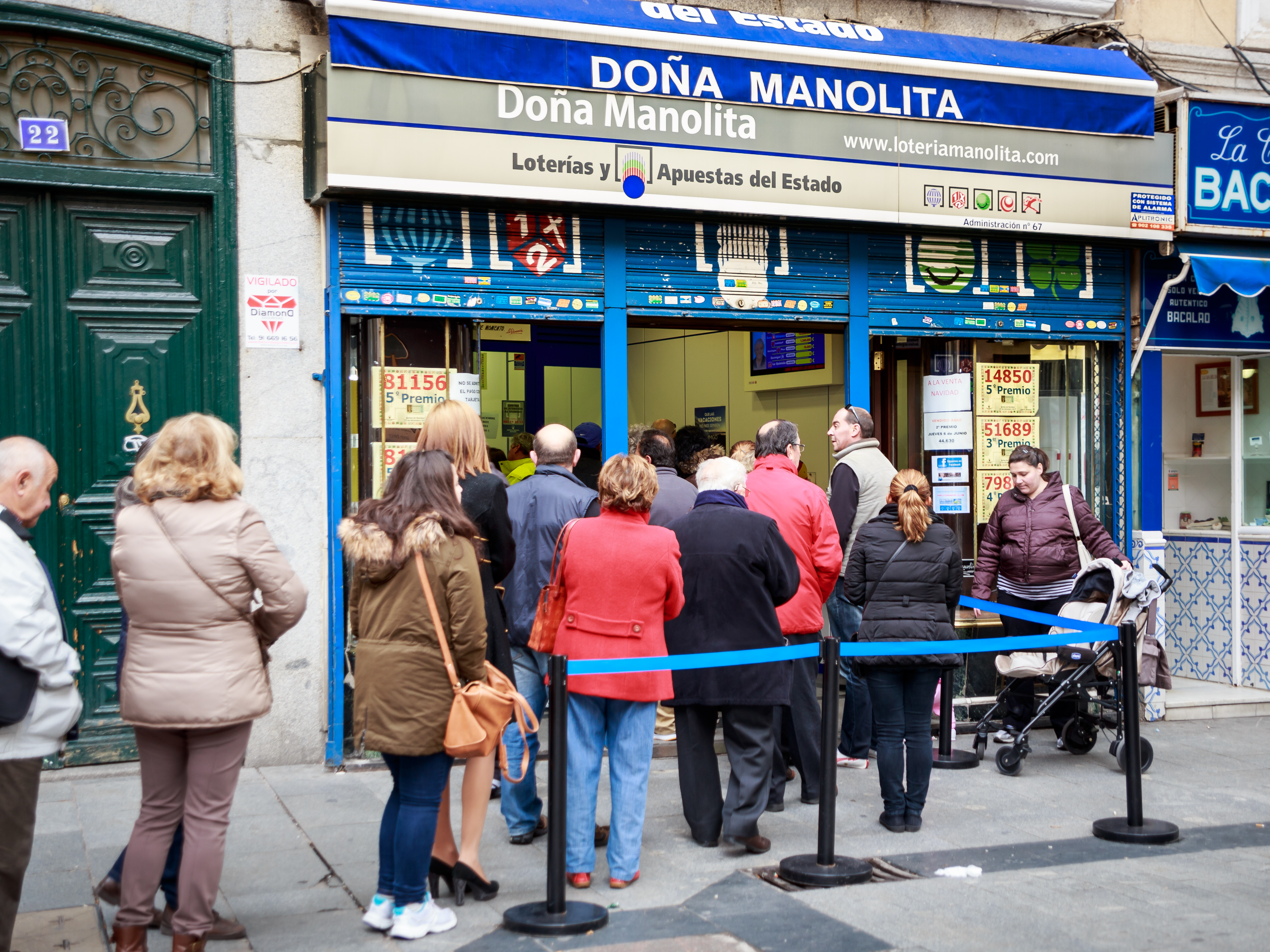
Очередь в «Донью Манолиту[исп.]».